# Sarah Michelle Gellar
Sarah Michelle Prinze (leánykori nevén Gellar) (New York, 1977. április 14. –) amerikai színésznő, producer és vállalkozó.
Négyéves korában fedezte fel őt egy ügynök, neki köszönhetően debütált az An Invasion of Privacy című tévéfilmben. A színészi hírnevet 1993-ban hozta el számára az All My Children című szappanopera, mellyel 1995-ben Daytime Emmy-díjat nyert legjobb fiatal színésznő drámasorozatban-kategóriában.
Világhírnévre a Buffy, a vámpírok réme (1997–2003) című sorozattal tett szert, kiérdemelve egy Golden Globe-jelölést. Bevételi szempontból sikeres filmjei közé tartozik az 1997-es Tudom, mit tettél tavaly nyáron és a Sikoly 2. című horrorfilmek, a Kegyetlen játékok (1999), a Scooby-Doo – A nagy csapat (2002), a Scooby-Doo 2. – Szörnyek póráz nélkül (2004) és az Átok. Egyéb, fontosabb filmjei közt található A káosz birodalma (2006) és a Lélegzet (2008). A televízió képernyőjén 2011 és 2012 között feltűnt a Ringer – A vér kötelez című sorozatban (melyet vezető producerként is jegyez), illetve az Eszementek (2013–2014) című szituációs komédiában is. 2019-ben vendégszerepet kapott az Agymenők fináléjában is, amelyben önmagát alakította.
2015-ben többedmagával megalapította a Foodstirs nevű, sütéssel kapcsolatos termékeket forgalmazó élelmiszergyártó és e-kereskedelmi startup céget. 2017-ben szakácskönyvet adott ki Stirring Up Fun with Food címmel. 
2002 óta Freddie Prinze Jr. színész felesége, két gyermekük született.

## Élete és pályafutása

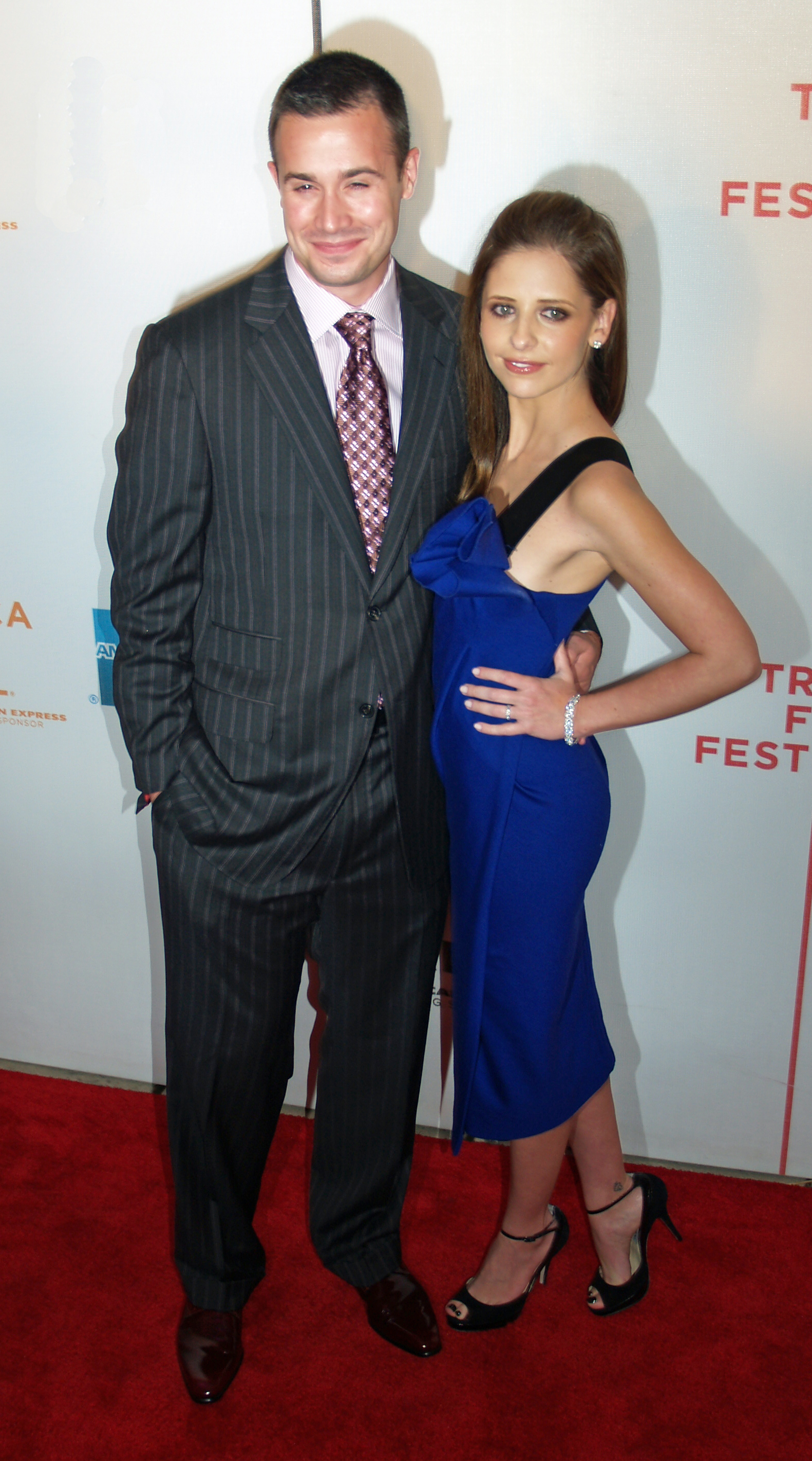
Férjével, Freddie Prinze Jr.-ral

New Yorkban született 1977. április 14-én zsidó származású családban (anyai nagyszülei magyar származásúak voltak). 1981-ben az egyik étteremben felfedezte egy ügynök. 1984-ben elváltak szülei, így Sarah-t édesanyja nevelte. Népszerűségét a Buffy, a vámpírok réme (1997) című sorozattal alapozta meg.
Bár már 1997-ben együtt játszottak a Tudom, mit tettél tavaly nyáron című filmben, csak 2000-ben kezdtek randevúzni Freddie Prinze Jr. színésszel, aki 2001 áprilisában eljegyezte, majd 2002. szeptember 1-jén Puerto Vallartában elvette feleségül. Olyan filmekben játszottak együtt, mint a Scooby-Doo – A nagy csapat, a Tudom, mit tettél tavaly nyáron és annak folytatásai. 2007-ben, öt évi házasság után változtatta nevét Sarah Michelle Prinze-re. 2009. szeptember 19-én a színésznő világra hozta első gyermekét, Charlotte Grace Prinze-t. 2012-ben megszületett második gyermeke, Rocky James Prinze.

## Filmográfia

### Film
| Év   | Magyar cím                            | Eredeti cím                      | Szerep                               | Magyar hang    |
| ---- | ------------------------------------- | -------------------------------- | ------------------------------------ | -------------- |
| 1984 | A Brooklyn híd túloldalán             | Over the Brooklyn Bridge         | Phil lánya (stáblistán nem szerepel) |                |
| 1986 | Útkereszteződések (törölt jelenet)    | Crossroads                       | templomlátogató                      |                |
| 1988 | Fura farm (törölt jelenet)            | Funny Farm                       | Elizabeth tanítványa                 |                |
| 1989 | Veszélyes szenvedély                  | High Stakes                      | Karen Rose                           |                |
| 1997 | Tudom, mit tettél tavaly nyáron       | I Know What You Did Last Summer  | Helen Shivers                        | Huszárik Kata  |
| 1997 | Sikoly 2.                             | Scream 2                         | Casey "Cici" Cooper                  | Mezei Kitty    |
| 1998 | Chipkatonák                           | Small Soldiers                   | Gwendy Doll (hangja)                 |                |
| 1999 | Kegyetlen játékok                     | Cruel Intentions                 | Kathryn Merteuil                     | Szénási Kata   |
| 1999 | A csaj nem jár egyedül                | She's All That                   | lány az ebédlőben                    |                |
| 1999 | Sülve-főve                            | Simply Irresistible              | Amanda Shelton                       | Kökényessy Ági |
| 2001 |                                       | Harvard Man                      | Cindy Bandolini                      |                |
| 2002 | Scooby-Doo – A nagy csapat            | Scooby-Doo                       | Diána Blake                          | Hámori Eszter  |
| 2004 | Átok                                  | The Grudge                       | Karen Davis                          | Kiss Virág     |
| 2004 | Scooby-Doo 2. – Szörnyek póráz nélkül | Scooby-Doo 2: Monsters Unleashed | Diána Blake                          | Hámori Eszter  |
| 2006 | Átok 2.                               | The Grudge 2                     | Karen Davis                          | Juhász Judit   |
| 2006 | Kínzó látomás                         | The Return                       | Joanna Mills                         | Mezei Kitty    |
| 2006 | A káosz birodalma                     | Southland Tales                  | Krysta Kapowski / Krysta Now         | Mezei Kitty    |
| 2007 | Lélegzet                              | The Air I Breathe                | Sorrow                               | Huszárik Kata  |
| 2007 | Fedőneve: Pipő                        | Happily N'Ever After             | Ella (szinkronhang)                  | Csondor Kata   |
| 2007 | Segédszerkesztőnő megosztaná...       | Suburban Girl                    | Brett Eisenberg                      | Roatis Andrea  |
| 2007 | TMNT – Tini nindzsa teknőcök          | TMNT                             | April O'Neil (hangja)                | Solecki Janka  |
| 2009 | Elrabolt élet                         | Possession                       | Jessica                              | Mezei Kitty    |
| 2009 | Veronika meg akar halni               | Veronika Decides to Die          | Veronika Deklava                     | Németh Borbála |
| 2012 |                                       | The Illusionauts                 | Nicole (angol hangja)                |                |
| 2022 |                                       | Clerks III                       | jelentkező a meghallgatáson          |                |
| 2022 | Bosszúra készen                       | Do Revenge                       | igazgatónő                           |                |
| 2025 | Tudom, mit tettél tavaly nyáron       | I Know What You Did Last Summer  | Helen Shivers                        | Huszárik Kata  |

### Televízió
| Év        | Magyar cím                         | Eredeti cím                         | Szerep                                     | Megjegyzések                                             |
| --------- | ---------------------------------- | ----------------------------------- | ------------------------------------------ | -------------------------------------------------------- |
| 1983      |                                    | An Invasion of Privacy              | Jennifer Bianchi                           | tévéfilm                                                 |
| 1988      |                                    | Spenser: For Hire                   | Emily                                      | 1 epizód                                                 |
| 1988      | Tell Vilmos                        | Crossbow                            | Sara Guidotti                              | 1 epizód                                                 |
| 1989      |                                    | Girl Talk                           | önmaga (házigazda)                         | 1 epizód                                                 |
| 1991      | Az asszony, akit Jackie-nek hívtak | A Woman Named Jackie                | tizenéves Jacqueline Bouvier               | minisorozat                                              |
| 1992      |                                    | Swans Crossing                      | Sydney Orion Rutledge                      | főszereplő (63 epizód)                                   |
| 1993–2011 |                                    | All My Children                     | Kendall Hart                               | 28 epizód                                                |
| 1993–2011 | névtelen páciens                   | All My Children                     | 1 epizód                                   |                                                          |
| 1997      | Hajótörött Kft.                    | Beverly Hills Family Robinson       | Jane Robinson                              | tévéfilm                                                 |
| 1997–2003 | Buffy, a vámpírok réme             | Buffy the Vampire Slayer            | Buffy Summers / Faith                      | - főszereplő (145 epizód) - magyar hangja: - Mezei Kitty |
| 1998      | Texas királyai                     | King of the Hill                    | Marie (hangja)                             | 1 epizód                                                 |
| 1998–2002 | Saturday Night Live                | Saturday Night Live                 | önmaga (házigazda)                         | 5 epizód                                                 |
| 1999–2000 | Angel                              | Angel                               | Buffy Summers                              | 2 epizód                                                 |
| 2000      |                                    | God, the Devil and Bob              | Az a színésznő abból a műsorból (hangja)   | 1 epizód                                                 |
| 2000      | Szex és New York                   | Sex and the City                    | Debbie                                     | 1 epizód                                                 |
| 2001      |                                    | Grosse Pointe                       | önmaga                                     | 1 epizód                                                 |
| 2004–2012 | A Simpson család                   | The Simpsons                        | Gina Vendetti (hangja)                     | 2 epizód                                                 |
| 2005–2018 | Robotcsirke                        | Robot Chicken                       | Buffy Summers / Diána Blake / egyéb hangok | 15 epizód                                                |
| 2011–2012 | Amerikai fater                     | American Dad!                       | Phyllis / Jenny (hangja)                   | 2 epizód                                                 |
| 2011–2012 | Ringer – A vér kötelez             | Ringer                              | Bridget Kelly / Siobhan Martin             | főszereplő (22 epizódÖ                                   |
| 2013–2014 | Eszementek                         | The Crazy Ones                      | Sydney Roberts                             | főszereplő (22 epizód)                                   |
| 2015–2016 | Star Wars: Lázadók                 | Star Wars Rebels                    | Hetedik Nővér Inkvizítor (hangja)          | 5 epizód                                                 |
| 2016      | Veszélyes tanerők                  | Those Who Can't                     | Gwen Stephanie                             | 1 epizód                                                 |
| 2016      |                                    | Cruel Intentions                    | Kathryn Merteuil                           | leadatlan próbaepizód                                    |
| 2019      | Agymenők                           | The Big Bang Theory                 | önmaga (cameo)                             | 1 epizód                                                 |
| 2021      | A világ ura: Kinyilatkoztatás      | Masters of the Universe: Revelation | Teela (hangja)                             | főszereplő                                               |
| 2023      |                                    | Wolf Pack                           | Kristin Ramsey                             | főszereplő és vezető producer                            |
| 2024      | RuPaul – Drag Queen leszek!        | RuPaul's Drag Race                  | önmaga'                                    | vendég zsűritag                                          |
| 2024–     | Dexter: Eredendő bűn               | Dexter: Original Sin                | Tanya Martin                               | visszatérő szerep                                        |

## Fontosabb díjak és jelölések
- 2001 - Golden Globe-díj jelölés - a legjobb színésznő dráma tv-sorozatban (Buffy, a vámpírok réme)